# ヘンリエッタ・ロナー＝クニップ
ヘンリエッタ・ロナー＝クニップ（Henriëtte Ronner-Knip、1821年5月31日 - 1909年2月28日）はオランダ生まれの画家である。犬や猫の絵を得意とした画家である。

## 略歴
アムステルダムに生まれた。父親のジョセフス・アウグストゥス・クニップは風景画家であった。父親は博物画家のポリーヌ(Pauline Rifer de Courcelle）と結婚していたが、別居していて1924年に離婚する。実の母親のコルネリア(Cornelia van Leeuwen)とクニップは同居していて、クニップとコルネリアの2人目の子供だった。
父親から絵を学び、ハーグなどで家族と移った 。父親が病気で視力を失った後の1835年頃から、絵を描いて生活をするようになった。1838年の「現代名匠展（Tentoonstelling van Levende Meesters)」の出展者になった。1847年に父親が亡くなった後、アムステルダム定住し、風景画を描いた。
1850年にドックム出身のFeico Ronner (1819-1883)とアムステルダムで結婚した。ベルギーのブリュッセルで暮らすようになり、6人の子供を育てた。夫は病気がちでロナー＝クニップは画家として働かなければならなかった。犬や猫の絵を描き人気となり、1893年のシカゴ万国博覧会の展覧会にも出展した。
1887年にベルギーのレオポルド勲章を受勲し、1901年にオランダからオラニエ・ナッソー勲章を受勲した。
息子のAlfred Ronner(1851-1901)、娘のAlice Ronner(1857–1957)とEmma Ronner(1860–1936)も画家になった。

## 作品

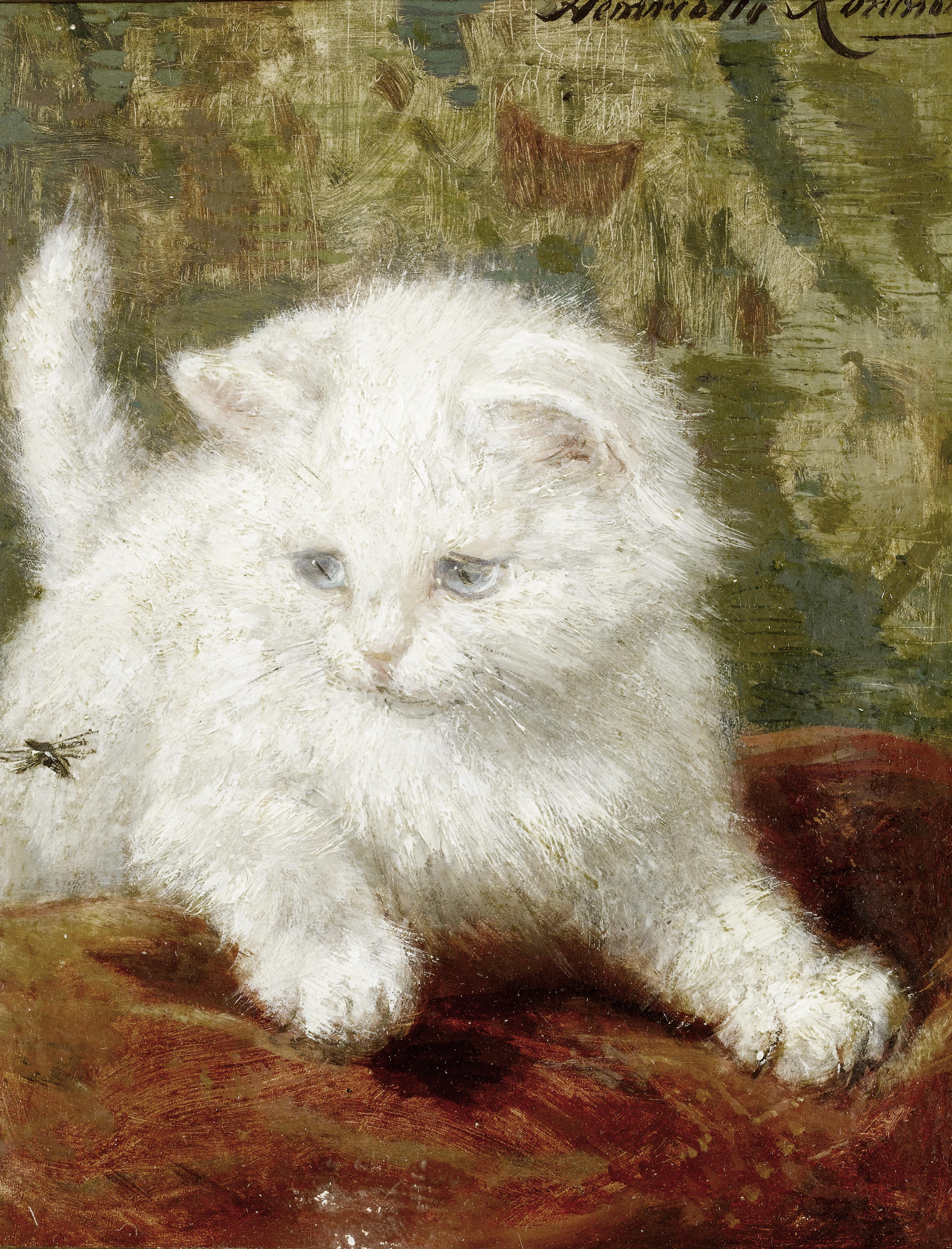
「興味」
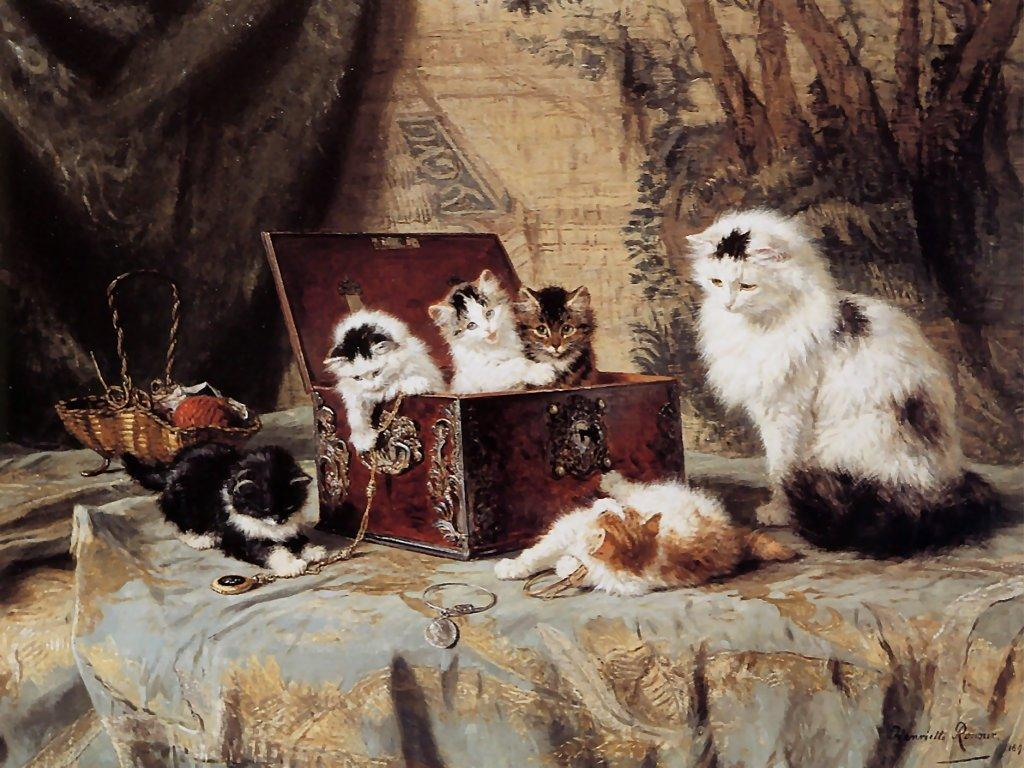
「宝石好き」
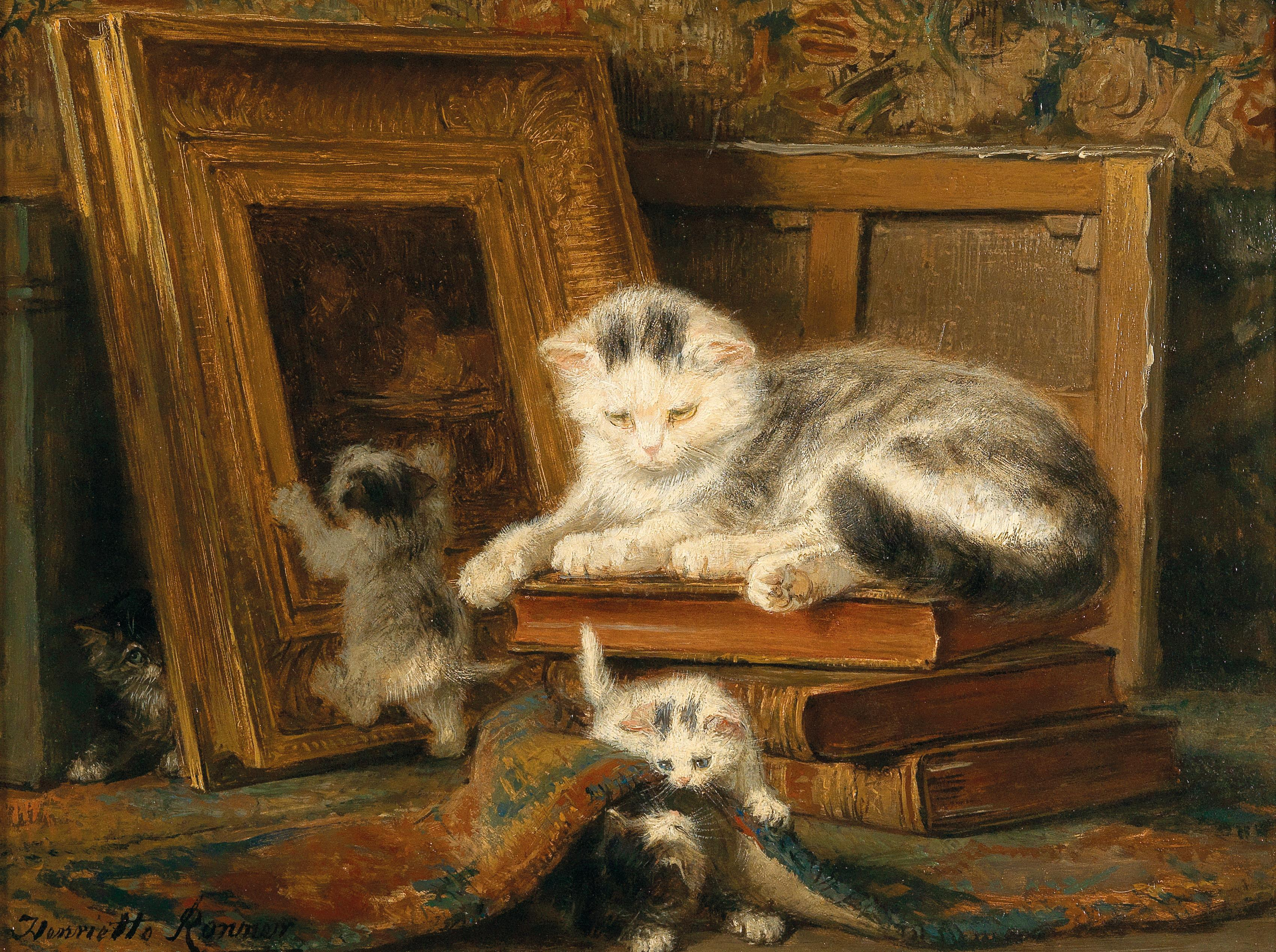
「かくれんぼ」
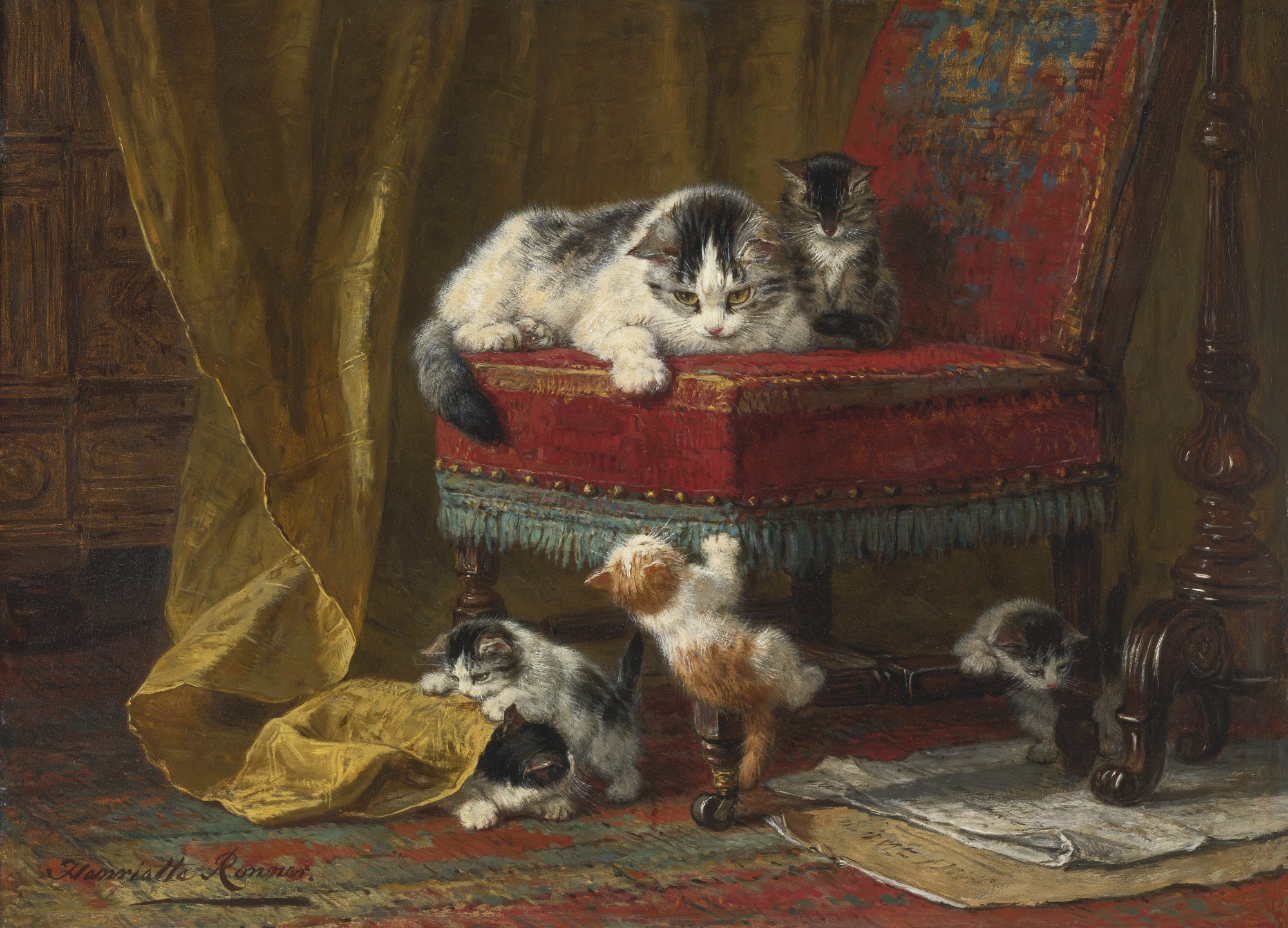
「母の威厳」
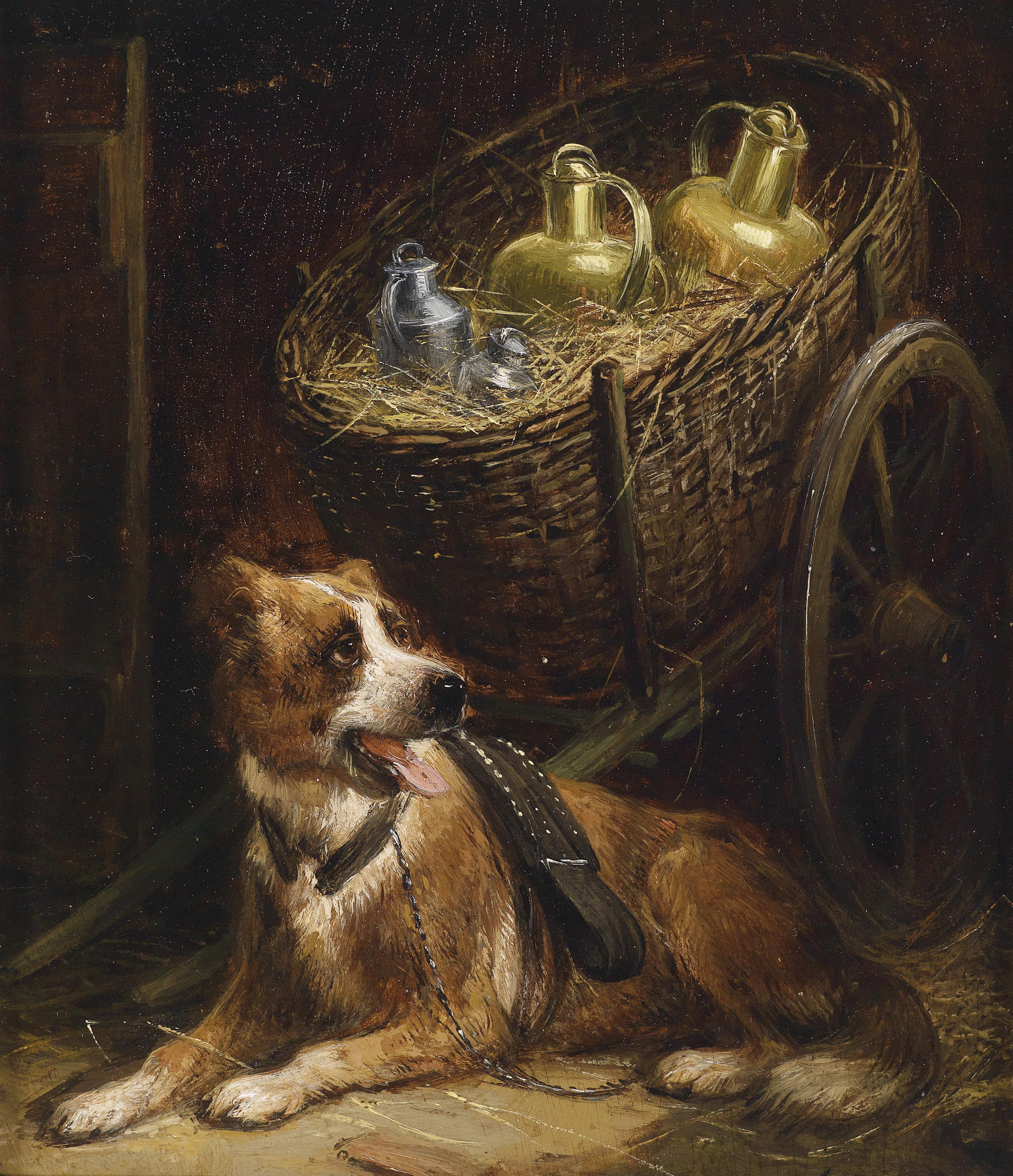
小休止
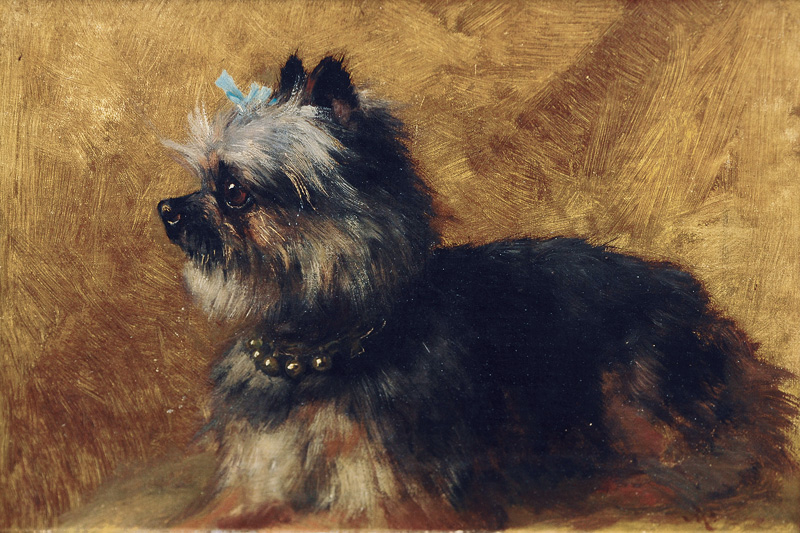
ヨークシャーテリア
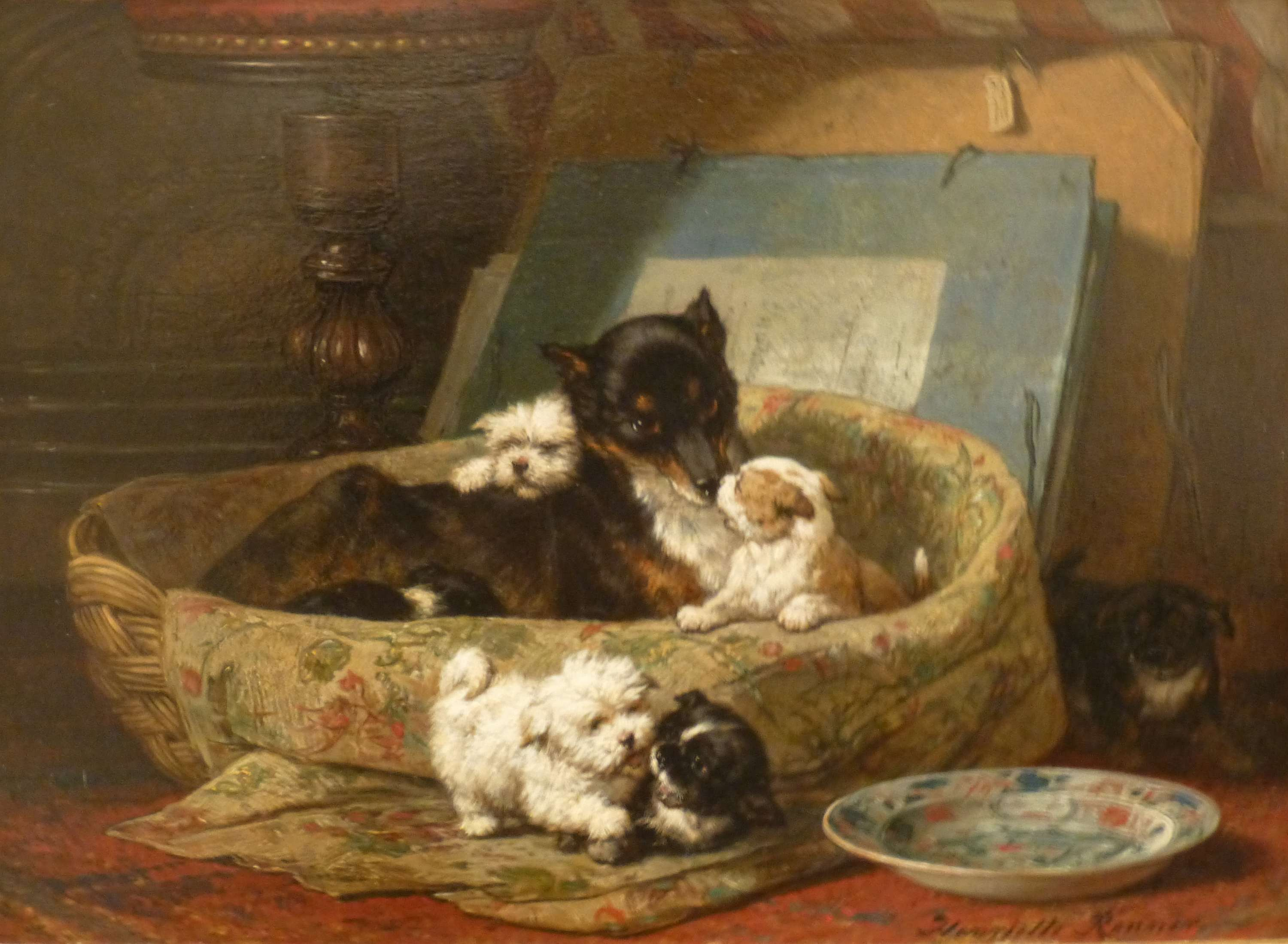
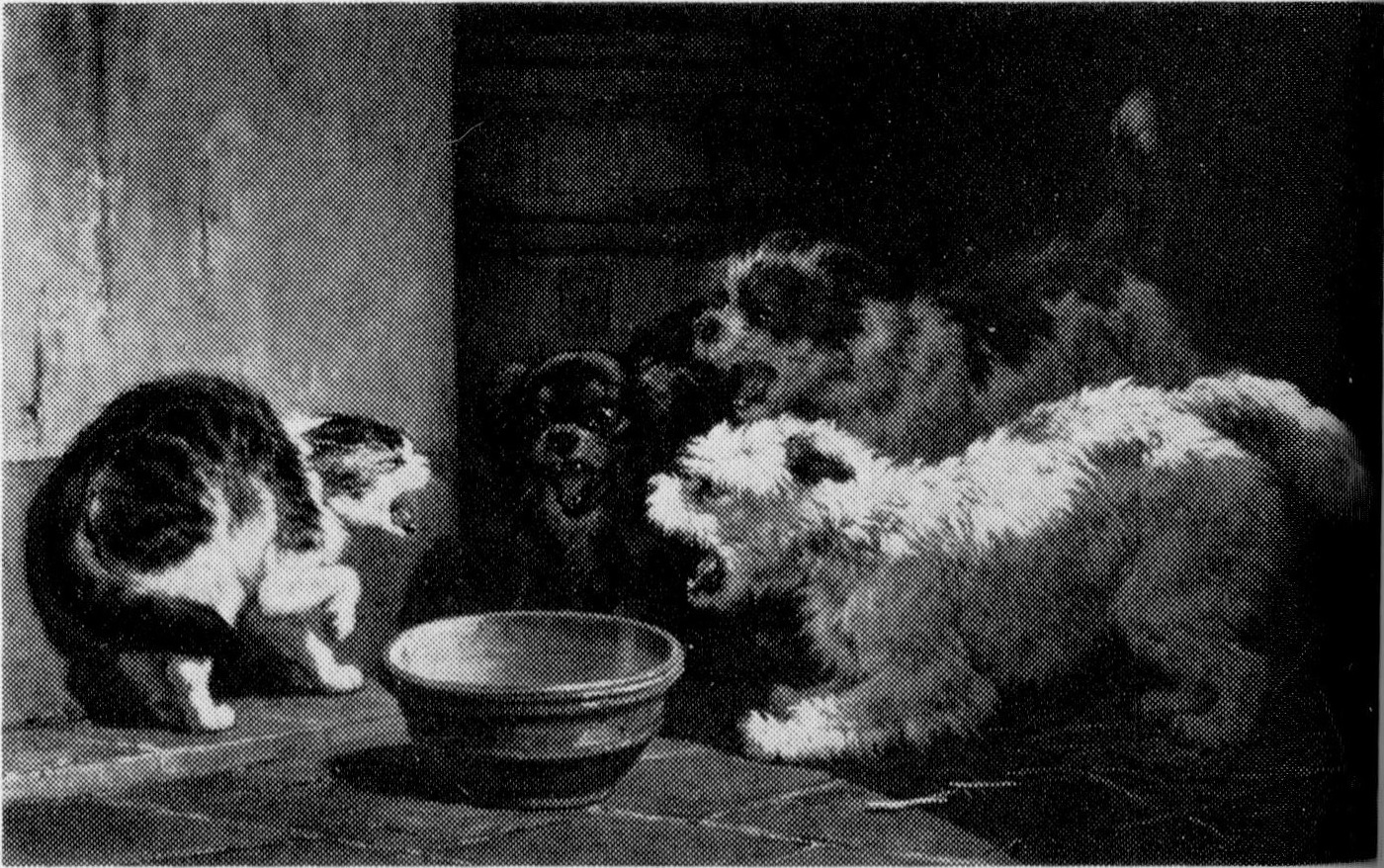
一対三

## 関連図書
- Henry Havard, Un peintre de chats. Madame Henriette Ronner, Boussod, 1892.
- Marion Harry Spielman, Henriëtte Ronner, the painter of Cat Life and Cat Character, Century-Crofts, 1893.
- Fransje Kuyvenhoven, Ronald Peeters, De familie Knip: drie generaties kunstenaars uit Noord-Brabant, Waanders, 1988.
- Harry Kraaij, Henriette Ronner-Knip, 1821-1909: een virtuoos dierschilderes, Scriptum Signature, 1998 ISBN 90-559-4081-X